# عرعر شائع
العرعر الشائع أو شيزي أو سرو جبلي أو الشث  أو عرعار نوع نباتي شجري من جنس العرعر يتبع الفصيلة السروية. هذا النوع هو الأكثر انتشارًا بين جميع الأنواع الشجرية، حيث ينتشر بين مناطق جنوب القطب الشمالي إلى خط العرض 30 في أوروبا وآسيا وأمريكا الشمالية.

## معرض صور

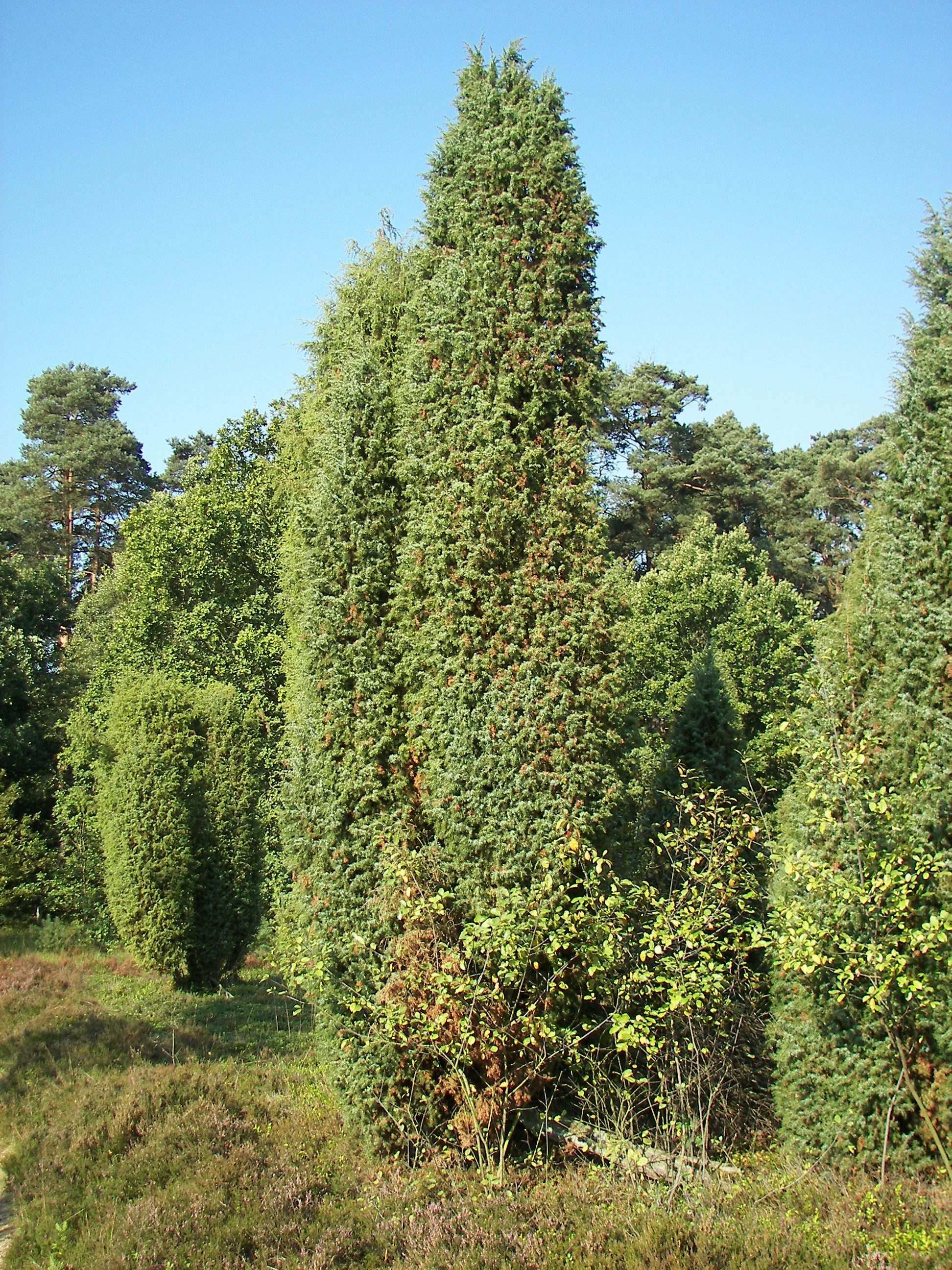
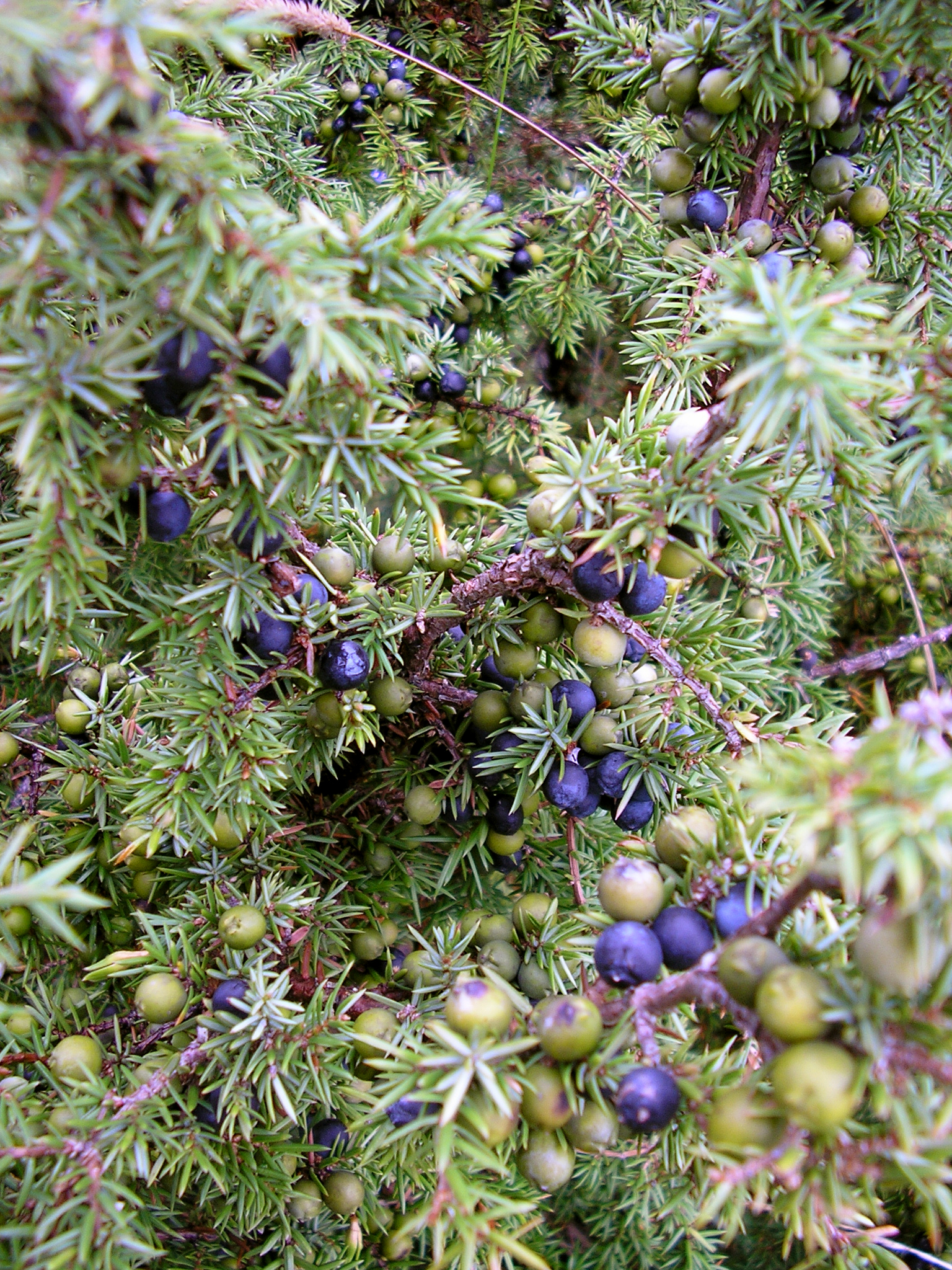
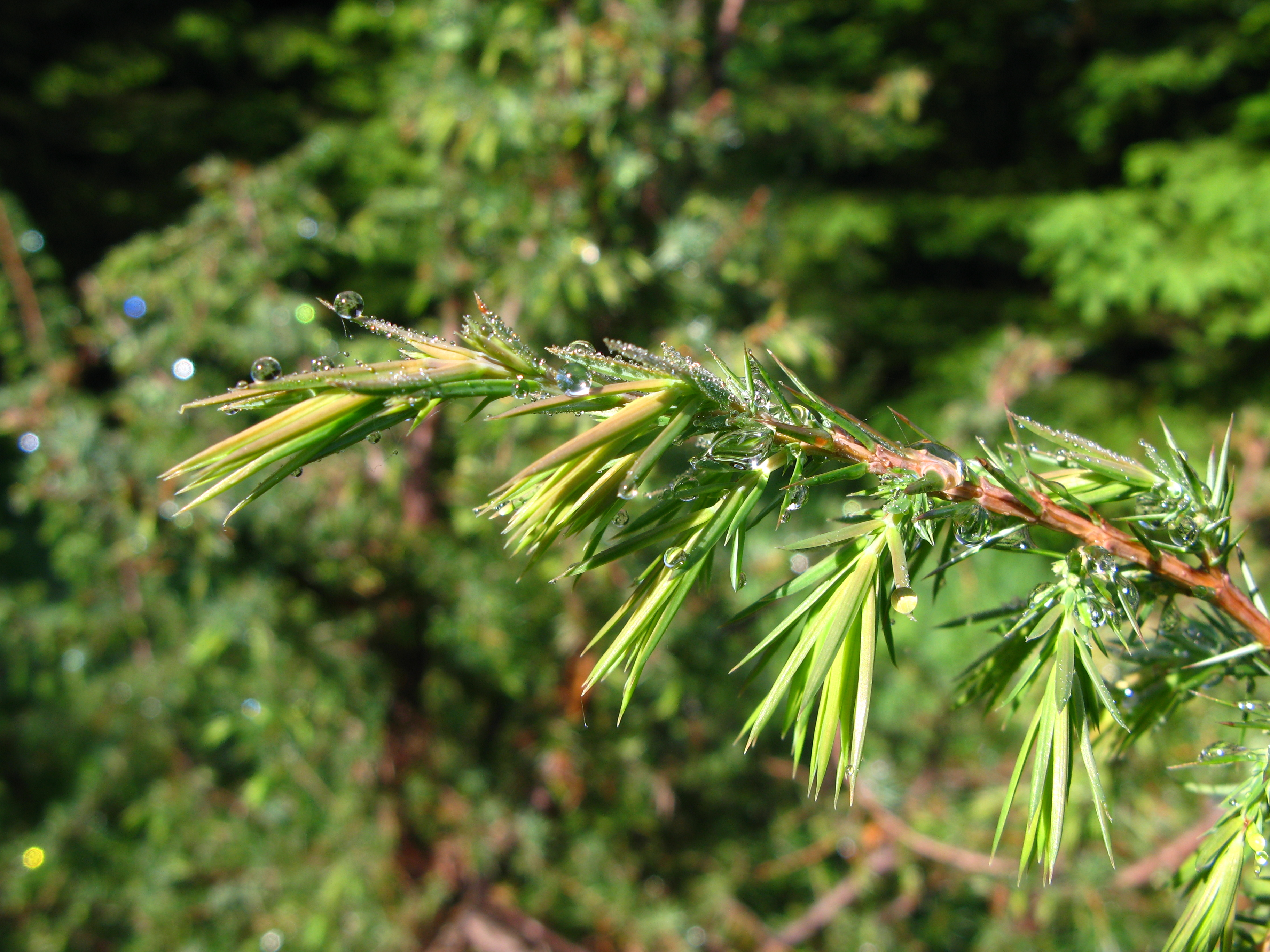